# Irma Avegno
Pour les articles homonymes, voir Avegno.
Irma Avegno, née le 20 décembre 1881 et morte en juin 1913, est une femme d'affaires uruguayenne qui appartenait à la haute société montévidéenne.

## Biographie
Irma Avegno est la fille d'Emilio Avegno et de María de Ávila. Elle appartenait à une famille aisée liée à la terre et, politiquement, au Parti colorado. Son père était député de ce parti du département d'Artigas et son oncle, le Dr José Romeu, était secrétaire d'État, tous deux sous le deuxième gouvernement de José Batlle y Ordóñez.
Elle était considérée à son époque comme une personne libérale et transgressive, car elle se consacrait aux affaires financières (elle était investisseur/prêteur) et aux activités traditionnellement réservées aux hommes, comme les paris sur les courses de chevaux. Son orientation homosexuelle déclarée ouvertement, qui ne pouvait être reconnue qu'implicitement à l'époque, a également contribué à cette perception.
Irma Avegno est décédée dans des circonstances étranges à Lomas de Zamora, province de Buenos Aires, Argentine, alors qu'elle avait fui la justice uruguayenne. Le scandale déclenché par les dettes qu'elle a laissées après avoir fui le pays a provoqué une onde de choc pour le gouvernement de Batlle y Ordóñez. Le suicide fut déclaré être la cause officielle du décès.
Elle a été enterrée dans le cimetière central de Montevideo, après que sa dépouille transportée sur le bateau à vapeur Roma, eut été accueillie par une foule nombreuse.

## Commentaire
- « En todo caso, Irma Avegno fue uno de esos personajes que no podía ni pretendía pasar inadvertido en un tiempo en que la homosexualidad era más perseguida que la mala conducta empresarial. ¿Se suicidó? »[a],[5]